# فلاديميرو-اليكساندروفسكويي
فلاديميرو-اليكساندروفسكويي (بالروسية: Владимиро-Александровское) هي مدينة في مقاطعة بريمورسكي كراي في روسيا.
يبلغ عدد سكانها حوالي 5375   نسمة.